# ジョン・バロウズ
ジョン・バロウズ（John Barrows、1913年2月12日 - 1974年1月11日）は、アメリカ合衆国出身のホルン奏者。
カリフォルニア州グレンデールの生まれ。少年時代はモンタナ州で過ごし、ユーフォニウムを習得。
高校時代にチェロとホルンをはじめ、1930年にはイーストマン音楽学校に進学し、1933年からサンディエゴ州立大学に行き、1935年からイェール大学でリチャード・ドノヴァンとデヴィット・スミスの薫陶を受けた。
1938年にミネアポリス交響楽団のホルン奏者として就職しながら、第二次世界大戦中はアメリカ空軍の軍楽隊に所属。1946年から1949年までメトロポリタン歌劇場、1952年から1955年までニューヨーク・シティ・バレエの管弦楽団のホルン奏者として在籍。1958年から1963年までパブロ・カザルス音楽祭管弦楽団のホルン奏者として参加した。
一方で、折に触れてウディ・ハーマンやマイルス・デイヴィス、ビリー・ホリデイらと共演している。
1957年から母校のイェール大学で後進の指導に当たり、翌年にはニューヨーク大学、1963年にはウィスコンシン大学で教鞭を執った。
ウィスコンシン州マディソンにて没。